# Waris Dirie

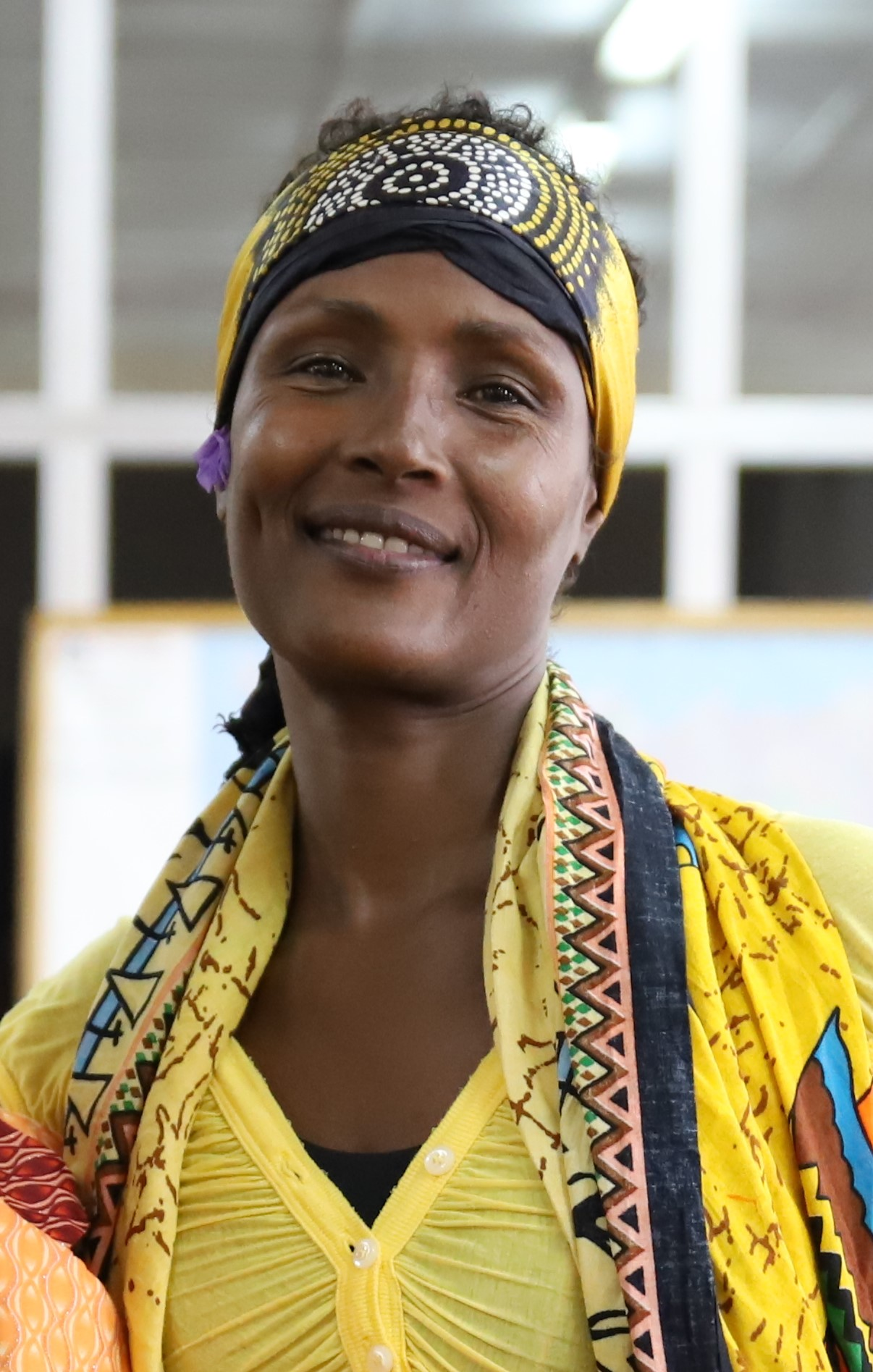
Waris Dirie (2018)

Waris Dirie (* 1965 in der Region von Gaalkacyo, Somalia) ist ein somalisch-österreichisches Model, eine Autorin und Menschenrechtsaktivistin im Kampf gegen weibliche Genitalverstümmelung (Female Genital Mutilation, FGM). Sie war von 1997 bis 2003 UN-Sonderbotschafterin gegen die Beschneidung weiblicher Genitalien. 2002 gründete sie ihre eigene Organisation, die Desert Flower Foundation.

## Biografie

### Erste Jahre
Waris Dirie stammt aus einer muslimischen, zur Ethnie der Somali gehörenden Nomadenfamilie, die zum Clan der Darod zählt. Waris bedeutet „Wüstenblume“. Ihr Geburtsdatum ist unbekannt; das zumeist mit 1965 angegebene Geburtsjahr ist unbelegt.
Als Fünfjährige erlitt sie selbst die Genitalbeschneidung in Form der Infibulation. Als sie im Alter von 13 Jahren an einen alten Mann verheiratet werden sollte, floh sie durch die Wüste in die Hauptstadt von Somalia, Mogadischu, zu ihrer dort lebenden Großmutter mütterlicherseits. Später lebte sie bei einer Tante in Mogadischu.
1981 wurde ihr mitgeteilt, dass sie nicht länger bei den Verwandten in Mogadischu bleiben könne, da ihre Flucht aus der Wüste vom Clan nicht geduldet wurde. Einer ihrer Onkel, der damals somalischer Botschafter im Vereinigten Königreich war, suchte ein Dienstmädchen. Sie drängte darauf, diese Stelle zu erhalten, wurde nach London gebracht und arbeitete jahrelang in der somalischen Botschaft ohne Bezahlung. Als der Onkel nach Ausbruch des Bürgerkriegs in Somalia London verlassen musste, setzte Waris sich ab und lebte zuerst auf der Straße, später in einem Heim des YMCA. Sie verdiente ihren Lebensunterhalt als Reinigungskraft in einer Londoner McDonald’s Filiale.

### Karriere
Mit 18 Jahren änderte sich Diries Leben schlagartig, als sie zufällig von dem englischen Fotografen Terence Donovan entdeckt wurde. Er fotografierte sie schließlich 1987 gemeinsam mit dem damals noch unbekannten Model Naomi Campbell für die Titelseite des Pirelli-Kalenders. Dirie wurde über Nacht zu einem gefragten und hochbezahlten Topmodel. Sie arbeitete für Chanel, L’Oréal, Revlon, Versace, Cartier, Levi’s und viele andere Weltmarken. Ihr Bild erschien auf dem Cover der Zeitschrift Vogue und zahlreichen anderen Hochglanz-Magazinen.
1987 war sie im James-Bond-Film Der Hauch des Todes zu sehen (als Waris Walsh). Schließlich arbeitete sie auf den Laufstegen in London, Mailand, Paris und New York. 1995 drehte die BBC die Dokumentation „Eine Nomadin in New York“ über ihre außergewöhnliche Karriere.
Im Jahr 1997, auf dem Höhepunkt ihrer Model-Karriere, berichtete Waris Dirie erstmals der Journalistin Laura Ziv für die Zeitschrift Marie Claire über das Trauma ihrer Beschneidung und löste damit ein weltweites Medienecho aus. Im selben Jahr wurde sie UN-Sonderbotschafterin gegen weibliche Genitalverstümmelung.
Ebenfalls 1997 besuchte sie ihre Mutter und 2000 ihre Familie im unterdessen bürgerkriegsgeplagten Somalia.
1998 veröffentlichte Dirie gemeinsam mit der Autorin Cathleen Miller das Buch Wüstenblume (Originaltitel: Desert Flower), in dem sie unter anderem von ihrer radikalen Beschneidung erzählt. Durch ihre Berühmtheit schaffte sie es, auf dieses Thema weltweit aufmerksam zu machen. 1998 wählten sie die US-Leserinnen des Glamour Magazin zur Woman of the year. 1999 erhielt Dirie den Afrika-Preis der Deutschen Bundesregierung für ihre Verdienste um die Rechte afrikanischer Frauen.
2001 erschien ihr zweites Buch Nomadentochter (Originaltitel: Desert Dawn), für das sie in Deutschland gemeinsam mit Paulo Coelho den Corine Award für das bestverkaufte Buch 2002 erhielt. 2005 erschien Schmerzenskinder, für das Dirie zwei Jahre mit einem Team heimlich in afrikanischen Gemeinschaften in Europas Hauptstädten recherchierte. Mit dem Buch startete sie eine europaweite Kampagne gegen FGM. 2007 erschien Brief an meine Mutter, ein weiterer Bestseller.
Im Jahr 2002 gründete Dirie die Desert Flower Foundation in Wien. Die Organisation sammelt Spendengelder, um auf das weltweite Problem von FGM aufmerksam zu machen und Betroffenen zu helfen. 2004 verlieh ihr Michail Gorbatschow im Rahmen der Women’s World Award Gala in Hamburg den World Social Award.
Im selben Jahr eröffnete sie die Weltkonferenz gegen FGM in Nairobi, hielt eine vielbeachtete Rede und veröffentlichte erstmals das Waris-Dirie-Manifest gegen FGM. Der österreichische Bundespräsident Heinz Fischer verlieh ihr im Namen der Katholischen Männerbewegung Österreichs den Romero-Preis. Im März 2005 wurde Waris Dirie die österreichische Staatsbürgerschaft verliehen.
Im Januar 2006 sprach Dirie vor den versammelten Ministern aller EU-Mitgliedstaaten in Brüssel. Hierauf setzte die Europäische Union den Kampf gegen weibliche Genitalverstümmelung auf ihre Agenda. Danach wurden in vielen europäischen Ländern Gesetze verschärft und Präventionsmaßnahmen initiiert. 2007 startete Waris Dirie im Vereinigten Königreich eine Kampagne gegen FGM zusammen mit Scotland Yard und der BBC. Am 12. Juli 2007 zeichnete der damalige französische Präsident Nicolas Sarkozy nach seinem Amtsantritt Waris Dirie als erste Frau für ihre Verdienste im Kampf um die Rechte der Frauen zum Chevalier de la Légion d’Honneur aus. Im September 2007 erhielt Waris Dirie aus den Händen der Schweizer Parlamentspräsidentin Christine Egerszegi-Obrist den Prix des Générations der World Demographic Association. Im selben Jahr wurde sie mit der Martin-Buber-Plakette der Euriade ausgezeichnet. Der arabische Sender Al Jazeera lud Dirie in die populäre Talkshow von Riz Khan ein. Sie sprach erstmals in einem arabischen Sender vor über 100 Millionen Zuschauern über das Tabuthema „Weibliche Genitalverstümmelung“. Es folgte ein weiteres Aufklärungsprogramm über FGM mit Dirie für Jugendliche auf dem Pan Arabic Youth Channel.
Im März 2008 lud die EU Waris Dirie erneut zu einem Vortrag in das EU-Parlament nach Brüssel ein, ein Treffen mit US-Außenministerin Condoleezza Rice wurde angesetzt. In der Nacht vor ihrer Rede, am 4. März 2008, verschwand Waris Dirie spurlos und löste eine Großfahndung der belgischen Polizei aus. Am Abend des 7. März 2008 erkannte sie ein Polizist in der Nähe des Grand-Place/Grote Markt in Brüssel. Sie gab vorerst an, ihr Hotel nicht mehr wiedergefunden zu haben. Am 10. März jedoch gab ihr Anwalt bekannt, sie sei einer Entführung und einer versuchten Vergewaltigung durch einen Taxifahrer zum Opfer gefallen.
Im April 2008 begannen unter der Regie von Sherry Hormann die Dreharbeiten für die Verfilmung ihres Bestsellers Wüstenblume in Dschibuti. Weitere Drehorte waren New York, London, Berlin und Köln. Der Film wurde von Oscar-Preisträger Peter Herrmann produziert, Benjamin Herrmann und Waris Dirie waren Co-Produzenten, die Hauptrolle spielte das äthiopische Model Liya Kebede. In weiteren Rollen sind Sally Hawkins, Juliet Stevenson, Timothy Spall, Meera Syal und Craig Parkinson zu sehen. Im September 2009 kam der Film Wüstenblume in die Kinos. Der Film erreichte in Deutschland über eine Million Kinobesucher und sein Produzent wurde mit dem Bayerischen Filmpreis ausgezeichnet. Dirie reiste auf Einladung des Präsidenten von Dschibuti zu den Dreharbeiten und hielt eine Rede über FGM vor dem Ministerrat und Abgeordneten.
Im Januar 2009 wurde Waris Dirie Gründungsmitglied der PPR Foundation for Women’s Dignity and Rights, die François-Henri Pinault (CEO von PPR) mit seiner Ehefrau, der Hollywood-Schauspielerin Salma Hayek in Paris ins Leben gerufen hat. Im Juli 2010 wurde Dirie zur Friedensbotschafterin (Ambassador for Peace and Security in Africa) der Afrikanischen Union (AU) ernannt. Im Oktober 2010 wurde Dirie in Rimini mit der Goldmedaille des Präsidenten der Republik Italien ausgezeichnet. Ebenfalls 2010 traf Waris Dirie während eines Aufenthalts in Hamburg den Menschenrechtsaktivisten Rüdiger Nehberg und dessen Frau Annette, die beide seit Anfang der 2000er Jahre im Kampf gegen weibliche Genitalverstümmelung aktiv sind. Bei dem Treffen übergaben sie Dirie eine selbstgedrehte Filmaufnahme einer Genitalverstümmelung eines jungen Mädchens in Äthiopien. Entgegen vorheriger Absprachen verwendete Dirie diese ohne Quellangaben für eigene Zwecke. Vor dem Hamburger Landgericht wurde sie hierfür zur Zahlung eines Geldbetrages an Nehbergs Hilfsorganisation Target verurteilt.
Im Jahr 2011 war sie Mitglied der Jury, die das universelle Logo für Menschenrechte auswählte.
Waris Dirie hat zwei Söhne (Aleeke, Leon). Sie lebt seit 2009 in Danzig; zeitweise auch in Wien. Ihr jüngerer Sohn Leon ist in Wien geboren.
Anders als die weibliche Genitalverstümmelung befürwortet sie die männliche Zirkumzision. Ihren Sohn Aleeke ließ sie einen Tag nach der Geburt beschneiden.

## Humanitäre Arbeit

### Kampagnen
- Waris Dirie machte mit zahlreichen Kampagnen auf das brutale Ritual der weiblichen Genitalverstümmelung aufmerksam. Im Jahr 2010 mit der Initiative „Stop FGM Now“ in Zusammenarbeit mit der Berliner Agentur Heymann Brandt de Gelmini.[25] Die Kampagne wird mit dem Preis für die „Beste NGO Social Media Kampagne“ von der deutschen Bundesregierung ausgezeichnet.
- Im Jahr 2011 erfolgte eine Kooperation mit der Hamburger Agentur Jung von Matt und dem Wäschelabel Mey für „Together for African Women“.[26]
- Drei Jahre später (2014) wurde nach der Rettung von „Wüstenblume“ Safa (siehe Buch Safa, die Rettung der kleinen Wüstenblume) das Patenschaftsprogramm „Rette eine kleine Wüstenblume“ mit der Agentur YELL (Hamburg) ins Leben gerufen.
- Im März 2019 folgte die Kampagne „End FGM“ gemeinsam mit dem britischen Dessous-Label Coco de Mer. Dirie posierte für die bekannte Icons-Kollektion der Firma (als Nachfolgerin von Pamela Anderson) und wurde vom britischen Starfotografen Rankin in Szene gesetzt. Rankin produzierte außerdem den Kurzfilm zur Kampagne.[27][28][29][30][31] Die Initiative wurde vom iF International Forum Design mit Hauptsitz in Hannover (GER) mit dem if Social Impact Prize 2019[32] ausgezeichnet und mit einem Preisgeld unterstützt.
- Für Waris Dirie war das Fotoshooting mit Rankin in London ein Comeback als Model.[33]

### Desert Flower Center
Am 11. September 2013 eröffnete Waris Dirie als Schirmherrin mit dem Krankenhaus Waldfriede als Kooperationskrankenhaus der Desert Flower Foundation in Berlin das weltweit erste ganzheitliche medizinische Zentrum zur Behandlung und Betreuung von FGM-Opfern. Das Desert Flower Center wurde 2016 vom Land Berlin mit der Louise-Schroeder-Medaille ausgezeichnet. 2014 wurde das Desert Flower Surgical Trainings Center für Chirurgen, Gynäkologen, Urologen, sowie Pflegepersonal in Amsterdam gemeinsam mit der Desert Flower Foundation BENELUX ins Leben gerufen. Seit 2015 gibt es das Desert Flower Center Scandinavia in Kooperation mit der Karolinska Universitätsklinik in Stockholm. 2017 eröffnete das Centre Fleur du Desert mit Fondation Fleur du Desert im Hôpital Delafontaine in Paris Saint-Denis. Die Einrichtung wurde im Dezember 2017 von Frankreichs Präsidenten Emmanuel Macron besucht.

### Bildungsprojekte in Sierra Leone (Westafrika)
2016 traf Waris Dirie mit dem Team der Desert Flower Foundation die Entscheidung, „Bildung in Afrika“ zum Schwerpunktthema ihrer Arbeit zu machen. Über das Patenschaftsprojekt „Rette eine kleine Wüstenblume“ konnten allein in Sierra Leone 1.000 Mädchen vor FGM gerettet werden.
Anfang 2019 wurde der Bau der ersten drei „Wüstenblume Schulen“ in Sierra Leone bekanntgegeben. Weiters wurde von Diries Desert Flower Foundation ein „Safe House“, in dem FGM-Opfer Zuflucht und Schutz finden, errichtet. Dazu kommen eine Bibliothek und ein Computer-Zentrum. Außerdem werden 10.000 Stück von Diries Lesebuch „My Africa - The Journey“ mit Desert Flower Bildungsboxen an 34 Schulen in Sierra Leone verteilt.

## Auszeichnungen und Preise
- 1999: Deutscher Afrika-Preis der Deutschen Afrika Stiftung,[41]
- 2000: Woman Of The Year Award des Magazins Glamour
- 2002: Literaturpreis Corine für ihr Buch Nomadentochter
- 2004: World Social Award der Women’s World Awards, verliehen durch Michail Gorbatschow in Hamburg[42]
- 2004: Romero-Preis
- 2007: Prix des Générations der World Demographic Association[43][44]
- 2007: Ernennung zum Chevalier de la Légion d’Honneur durch den französischen Präsidenten Nicolas Sarkozy
- 2008: Martin-Buber-Plakette der Stichting Euriade
- 2010: Goldmedaille des Präsidenten der Republik Italien
- 2013: Thomas-Dehler-Preis der Thomas-Dehler-Stiftung, überreicht durch Sabine Leutheusser-Schnarrenberger[45]
- 2013: Woman Of The Year Campaigning Award in London präsentiert von Sacla
- 2014: International Freedom Prize überreicht im House of Lords in London durch die britische Ministerin Lynne Featherstone[46]
- 2017: Women for Women Award, ausgezeichnet in Wien vom Magazin „look!“[47]
- 2018: Donna dell'Anno in Italien[48]
- 2018: One Million Chances Award gespendet von der Fritz-Henkel-Stiftung[49]
- 2019: Sunhak Peace Prize für ihren Einsatz für Frauenrechte, verliehen in Seoul (Südkorea)[50]
- 2020: Africa's 50 Most Powerful Women von Forbes[51]

## Veröffentlichungen
- mit Cathleen Miller: Desert Flower. William Morrow, 1998, ISBN 0-688-15823-4
  - Wüstenblume. Schneekluth, München 1998, ISBN 3-7951-1626-0; Ullstein, Berlin 1999, ISBN 3-548-35912-4; Knaur, München 2001, ISBN 3-426-61948-2; Heyne, München 2002, ISBN 3-453-21261-4; Knaur, München 2009, ISBN 978-3-426-78342-9

Das Buch, das Diries Genitalbeschneidung, ihre abenteuerliche Flucht durch die somalische Wüste und den Aufstieg zu einem weltberühmten Supermodel beschreibt, wird zum internationalen Bestseller und erscheint in über 50 Lizenzausgaben. Weltweit wurden bis heute über 11 Millionen Exemplare verkauft, allein 3 Millionen in Deutschland (Platz 1 der Spiegel-Bestsellerliste vom 11. bis zum 17. Januar und vom 25. Januar bis zum 18. Juli 1999).
- mit Jeanne D’Haem: Desert Dawn. Virago, 2002, ISBN 1-86049-853-1
  - Nomadentochter. Blanvalet, München 2002, ISBN 3-7645-0138-3; Goldmann, München 2003, ISBN 3-442-35982-1

20 Jahre nach ihrer Flucht beschließt Waris, ihre Familie in Somalia zu besuchen. Ein abenteuerliches Unternehmen, denn Somalia wird seit Jahren von Bürgerkrieg und Hungersnöten geplagt. Ihr zweites Buch, welches ebenfalls ein internationaler Bestseller wird (Platz 1 der Spiegel-Bestsellerliste vom 8. bis zum 28. April und vom 13. Mai bis zum 23. Juni 2002), beschreibt die Reise in ihr Heimatland.
- mit Corinna Milborn und Christian Nusser: Schmerzenskinder. Marion von Schröder, Berlin 2005, ISBN 3-547-71067-7; Ullstein, Berlin 2006, ISBN 3-548-36886-7

Mit ihrem dritten Buch startet Waris Dirie eine europaweite Kampagne gegen FGM. Genitalverstümmelung wird nicht nur in Afrika praktiziert, sondern auch in der westlichen Welt. Sie berichtet von Begegnungen mit Opfern und Tätern, von ihren Recherchen, Rückschlägen und Erfolgen.
- mit Christian Nusser: Brief an meine Mutter. Ullstein, Berlin 2007, ISBN 978-3-550-07876-7; ebd. 2008, ISBN 978-3-548-37219-8

Waris Dirie über das Buch Brief an meine Mutter auf der Website der Desert Flower Foundation: „Dies ist mein persönlichstes Buch. Es gibt einfach Wunden, die nicht heilen wollen. Groß war meine Sehnsucht, meine Mutter wieder zu treffen, meiner Mutter zu verzeihen, doch ich musste erkennen, dass Liebe und Leid oft untrennbar aneinander gekettet sind. Die Arbeit an diesem Buch war für mich eine schmerzvolle, aber überlebenswichtige Erfahrung.“
- Schwarze Frau, weißes Land. Droemer, München 2010, ISBN 978-3-426-27535-1; Knaur, München 2012, ISBN 978-3-426-78364-1

In diesem Buch erzählt Waris Dirie von ihrem Leben in der neuen, weißen Heimat – und von ihrer Sehnsucht nach Afrika und dem tiefen Wunsch, ihrem Heimatkontinent zu helfen, sich von Armut, überkommenen Traditionen und Abhängigkeit zu befreien.
- Safa, die Rettung der kleinen Wüstenblume. Knaur Verlag, 2013, ISBN 978-3-426-65534-4 Die kleine Safa stammt aus einer bitterarmen Familie in Dschibuti. Aufgewachsen in einem Slum, wird sie für die Rolle der kleinen Waris Dirie in der Verfilmung des Weltbestsellers Wüstenblume ausgewählt. Die dramatische Szene, in der das kleine Mädchen gewaltsam genital beschnitten wird, bringt die Menschen in den Kinos weltweit zum Weinen. Im wirklichen Leben ist Safa noch unversehrt. Umso entsetzter ist Waris Dirie, als sie erfährt, dass ihre Verstümmelung unmittelbar bevorsteht. Und sie setzt alles daran, um das Mädchen vor diesem grausamen Schicksal zu bewahren.
- My Africa - The Journey. Wien 2017, Desert Flower Foundation.  Waris Dirie veröffentlicht gemeinsam mit dem Team der Desert Flower Foundation ihr erstes Leselernbuch für Kinder an afrikanischen Schulen. Das Buch erzählt die Geschichte der kleinen Wüstenblume Waris und ihrem Bruder Mo, die sich gemeinsam auf eine Reise begeben, um ihren Heimatkontinent Afrika zu entdecken. Auf ihren Abenteuern lernen sie die Tier- und Pflanzenwelt Afrikas kennen. Neben der Geschichte enthält das Buch auch zahlreiche Schreibübungen, die die Lese- und Schreibfähigkeit der Kinder fördern sollen. My Africa - The Journey wird in einer sogenannten Bildungsbox an afrikanischen Schulen kostenlos verteilt. Waris Dirie: „Es geht darum, den Kindern in Afrika Bücher, Stifte und andere Schulmaterialien zu geben, um Lesen und Schreiben zu lernen. Für uns ist das nur eine Kleinigkeit. Aber für die Kinder in Afrika macht es einen großen Unterschied aus.“[52]

## Filme
- 1987: James Bond 007 – Der Hauch des Todes. Nebenrolle als Waris Walsh
- 1995: Eine Nomadin in New York. Dokumentation der BBC über die außergewöhnliche Karriere von Waris Dirie
- 2009: Wüstenblume

## Musical „Wüstenblume“
Am 7. März 2019 wurde im Beisein von Waris Dirie auf einer Pressekonferenz im Theater St. Gallen, Schweiz, bekanntgegeben, dass ihre bewegende Lebensgeschichte zum Musical wird. Buch und Regie dazu stammen vom deutschen Theater- und Filmregisseur Gil Mehmert (setzte u. a. Sönke Wortmanns Verfilmung Das Wunder von Bern in ein Musical um, Hamburg 2014). Die Liedtexte stammen von Frank Ramond. Die Musik steuert Produzent und Komponist Uwe Fahrenkrog-Petersen (schrieb u. a. die Musik zu 99 Luftballons, Irgendwie, Irgendwo, Irgendwann von Nena) bei. Am 22. Februar 2020 war es dann soweit: Das Musical Wüstenblume wurde in Anwesenheit von Waris Dirie am Theater St. Gallen uraufgeführt. Nach Bestseller-Buch (1998) und Film (2009) gibt es ihre Lebensgeschichte auch auf der Theaterbühne.